# 飯篠家直

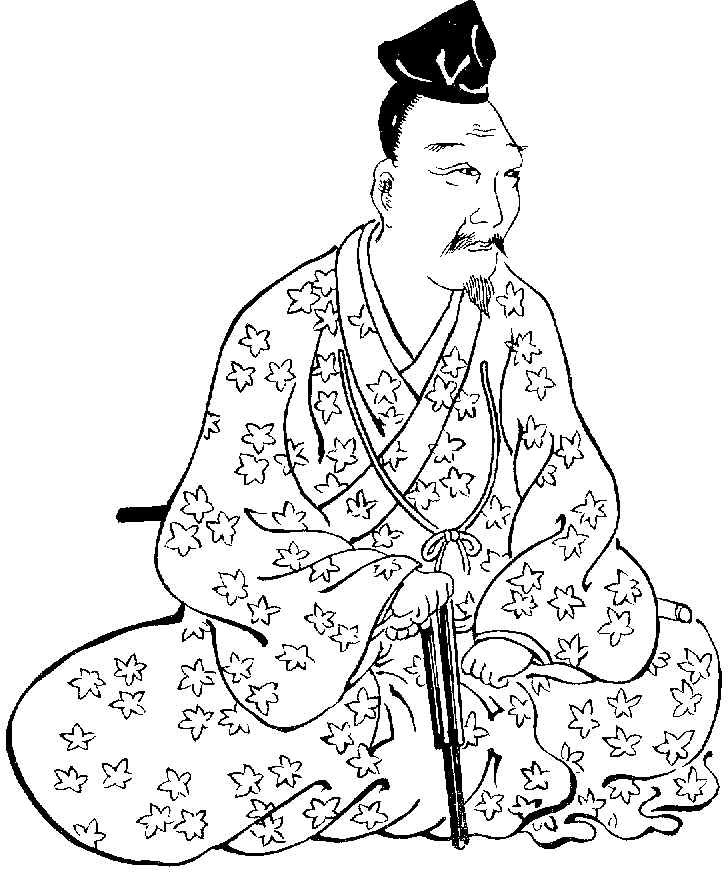
飯篠 家直

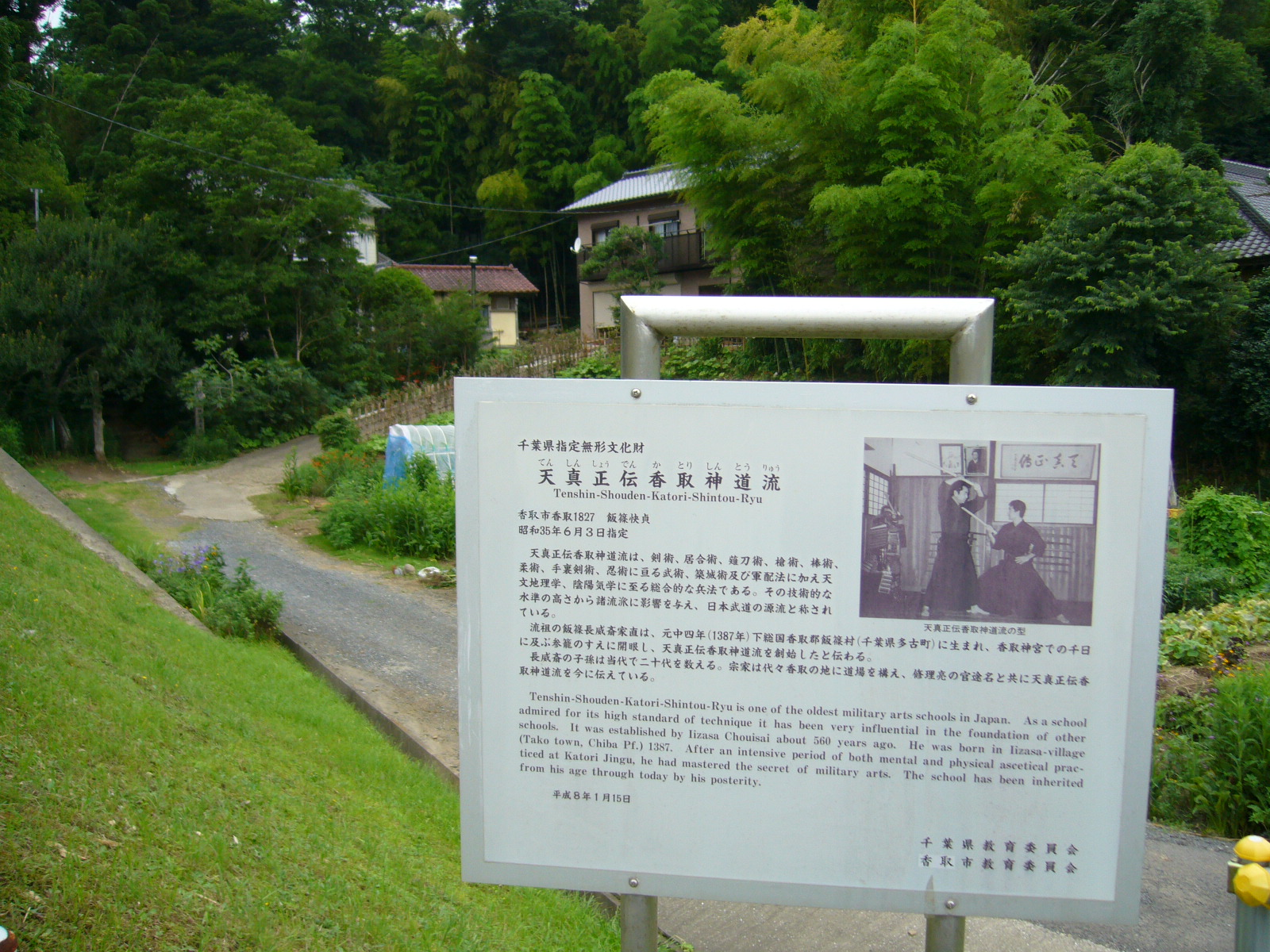
香取神道流宗家道場

飯篠 家直（いいざさ いえなお、1387年（元中4年） - 1488年5月26日（長享2年4月15日））は、室町時代中期から後期にかけての武将、剣豪。元千葉氏家臣。日本武道の源流の一つである天真正伝香取神道流の創始者。「日本兵法中興の祖」(中興刀槍の始祖）ともいう。号ないし法名を長威斉、長意。官名を山城とする。弟子には、松本政信、塚原安幹、諸岡一羽など。

## 生涯
元中4年（1387年）、下総国香取郡飯篠村（現・多古町飯笹）の郷士である飯塚金兵衛の子として誕生。
はじめ千葉氏に仕えたが、康正元年（1455年）、千葉氏18代当主千葉胤宣が馬加康胤の裏切りに遭い、千田庄（現在の多古町）に逃れるも自刃して果て、千葉氏宗家は滅亡した。千葉氏宗家に仕えていた家直は、この様を目の当たりにし武芸をもって武士として生きることに虚しさを覚え、そして「武術とは互いに血を流し合う“戦さ”のためのものではない」という信念のもと、剣の極意、武術の奥義を究めるための修行に打ちこんだ。
家直は、武神経津主神を祀る香取神宮の奥の宮に近い梅木山に篭り、1千日の厳しい修行の末、「兵法とは平和の法なり」との悟りを得たとされる。この修行で梅の古木の上で「汝、後に天下剣客の師とならん」と経津主神の啓示を受けて一巻の神書を与えられたとし、経津主神に由来する名を冠した「天真正伝香取神道流」を創始した。
なお、家直は「天真正伝香取神道流」を創始するにあたり、古くからの剣術の流派として香取神宮と鹿島神宮の神職に伝承されていた「香取の剣・鹿島の剣」を元にし、それまで決まった「型」の無かった日本武術の世界において、百般に亘る武道の原型を体系化したと言われる。また、「真実の武道は人の心にあり、人の道である。心の中が善であれば、武芸は人を助け世の中を平和にする。したがって自分自身を完成された人間に近づける努力をしなければならない」と門人たちに諭し、心身鍛練の術として武士から庶民まで広く教えたとされる。
晩年は生家の近くに如意山地福寺（千葉県香取郡多古町）を創建したといわれ、長享2年（1488年）に死去した。享年102。